# Distretto di Innsbruck-Land
Il distretto di Innsbruck-Land (in tedesco Bezirk Innsbruck-Land) è un distretto amministrativo dello stato del Tirolo, in Austria. Il capoluogo è Innsbruck, che è esterna al territorio distrettuale. Il centro maggiore distrettuale è Hall in Tirol.

## Geografia fisica
Il distretto comprende parte della valle dell'Eno, la parte austriaca della Wipptal e le sue vallate tributarie: Stubaital, Sellraintal, Gschnitztal e Wattental.
Il confine sud con il passo del Brennero è formato dalla catena principale alpina. I gruppi alpini che interessano il distretto sono le Alpi dello Stubai, le Prealpi del Tux, i Monti di Mieming e del Wetterstein e i Monti del Karwendel.

## Geografia antropica

### Città
1. Hall in Tirol

### Paesi
1. Matrei am Brenner
2. Rum
3. Steinach am Brenner
4. Telfs
5. Völs
6. Wattens
7. Zirl

### Borghi
1. Absam
2. Aldrans
3. Ampass
4. Axams
5. Baumkirchen
6. Birgitz
7. Ellbögen
8. Flaurling
9. Fritzens
10. Fulpmes
11. Gnadenwald
12. Götzens
13. Gries am Brenner
14. Gries im Sellrain
15. Grinzens
16. Gschnitz
17. Hatting
18. Inzing
19. Kematen in Tirol
20. Kolsass
21. Kolsassberg
22. Lans
23. Leutasch
24. Mieders
25. Mils bei Hall
26. Mutters
27. Natters
28. Navis
29. Neustift im Stubaital
30. Oberhofen im Inntal
31. Obernberg am Brenner
32. Oberperfuss
33. Patsch
34. Pettnau
35. Pfaffenhofen
36. Polling in Tirol
37. Ranggen
38. Reith bei Seefeld
39. Rinn
40. St. Sigmund im Sellrain
41. Scharnitz
42. Schmirn
43. Schönberg im Stubaital
44. Seefeld in Tirol
45. Sellrain
46. Sistrans
47. Telfes im Stubai
48. Thaur
49. Trins
50. Tulfes
51. Unterperfuss
52. Vals
53. Volders
54. Wattenberg
55. Wildermieming